# Fürstlich Castell'sche Bank
O Fürstlich Castell'sche Bank é o banco mais antigo de Würzburg, Alemanha, fundado em 1774.
Em março de 2016, eles planejavam abrir o terceiro fundo de gerenciamento de ativos no terceiro trimestre para atender às expectativas dos clientes.